# Lagos (Portugal)
Lagos és un municipi portuguès, situat al districte de Faro, a la regió d'Algarve i a la subregió de l'Algarve. L'any 2004 tenia 27.041 habitants. Limita al nord amb Monchique, a l'est amb Portimão, a l'oest amb Vila do Bispo, al nord-oest amb Aljezur i al sud amb l'oceà Atlàntic

## Història
Amb el nom de Lacohriga o Lacóbriga (de possible origen cèltic), aproximadament 2.000 anys a. C., va ser un port freqüentat per fenicis, grecs i cartaginesos. L'ocupació romana va fer créixer la ciutat, període en què va construir-se una presa per al proveïment d'aigua, així com un pont sobre la Ribera de Bensafrim. Els àrabs van anomenar la ciutat Zawaia, i van aixecar-hi muralles al segle x.
El segle xv Lagos es converteix en un punt estratègic de noves rutes marítimes cap a les costes africanes. El 1444 s'hi va obrir el primer mercat d'esclaus d'Europa, i prosperà el comerç d'ivori, or i plata portats d'Àfrica. Noves muralles, construïdes al segle xvi, s'uneixen a l'expansió urbana de la ciutat que, des de 1573, és seu del bisbat i residència dels governadors de l'Algarve. Aquestes defenses són reforçades, al segle xvii, amb la construcció de fortaleses en punts estratègics. El terratrèmol de 1755 i el sisme submarí posterior van destruir gran part de la ciutat que, només a partir de mitjans del segle xix, amb la indústria de conserves de peix i el comerç, inicià la seva recuperació.

## Població
| Població del municipi de Lagos (1801 – 2004) | Població del municipi de Lagos (1801 – 2004) | Població del municipi de Lagos (1801 – 2004) | Població del municipi de Lagos (1801 – 2004) | Població del municipi de Lagos (1801 – 2004) | Població del municipi de Lagos (1801 – 2004) | Població del municipi de Lagos (1801 – 2004) | Població del municipi de Lagos (1801 – 2004) | Població del municipi de Lagos (1801 – 2004) |
| -------------------------------------------- | -------------------------------------------- | -------------------------------------------- | -------------------------------------------- | -------------------------------------------- | -------------------------------------------- | -------------------------------------------- | -------------------------------------------- | -------------------------------------------- |
| 1801                                         | 1849                                         | 1900                                         | 1930                                         | 1960                                         | 1981                                         | 1991                                         | 2001                                         | 2004                                         |
| 9789                                         | 11012                                        | 13937                                        | 16210                                        | 17060                                        | 19700                                        | 21526                                        | 25398                                        | 27041                                        |

- Barão de São João
- Bensafrim
- Luz
- Odiáxere
- Santa Maria (Lagos)
- São Sebastião (Lagos)